# Annie Kunz
Annie Elizabeth Kunz (Wheat Ridge, 16 febbraio 1993) è una multiplista statunitense.

## Biografia
Figlia del giocatore di football americano Terry Kunz, Annie inizia a muovere i primi passi nell'atletica leggera gareggiando nelle corse ad ostacoli. Prosegue la sua carriera nelle prove multiple presso la Texas A&M University.
Dopo essersi classificata ottava ai trials olimpici nel 2016, Kunz ha debuttato con la nazionale statunitense nel 2019, prendendo parte con successo ai Giochi panamericani in Perù, riportando una medaglia d'argento. Nel medesimo anno ha preso parte ai Mondiali in Qatar, fermandosi lontana dal podio.
Nel 2020 è stata campionessa nazionale di pentathlon ad Annapolis.

## Palmarès
| Anno | Manifestazione      | Sede  | Evento    | Risultato | Prestazione | Note |
| ---- | ------------------- | ----- | --------- | --------- | ----------- | ---- |
| 2019 | Giochi panamericani | Lima  | Eptathlon | Argento   | 5 990 p.    |      |
| 2019 | Mondiali            | Doha  | Eptathlon | 13ª       | 6 067 p.    |      |
| 2021 | Giochi olimpici     | Tokyo | Eptathlon | 6ª        | 6 420 p.    |      |